# متلازمة باكاك تشوانغ
متلازمة باكاك تشوانغ هي أعراض مرض موصوفة حديثا في الإناث وتشمل ورم جنيب العقدة العصبيةوكثرة خلايا الدم الحمراء مع مستويات مرتفعة لهرمون إريثروبويتن. أورام جنيب العقدة العصبية في هؤلاء المرضى تكون مُركزة بشكل أساسي في البطن كما يبدو من التصوير الرنيني والكيمياء الحيوية.

## جينيا
لم يتم تحديد حدوث طفرة جينية في الجين المسئول عن ترميز وحداث ألفا للعوامل المسببة لنقص الأكسجين في السرطان من قبل.
في المرضى المصابين بمتلازمة باكاك تشوانغ تحدث طفرة في الجين المسئول عن ترميز HIF2A مما يؤدي إلى إطالة مدة HIF-2α. هذه يؤدي إلى اختلاف الحمض النووي في كل مريض حيث تظهر هذه الطفرة في كل المرضى بمتلازمة باكاك تشوانغ.

## الأعراض والتشخيص

### زيادة عدد كرات الدم الحمراء
يصاب المرضى المصابون بهذه المتلازمة بزيادة عدد كرات الدم الحمراء وعادة منذ الميلاد. يتم تشخيص ذلك بالعلامات العادية وهي احمرار الوجه وتورم الأطراف وتورد الخدين. ويتم تأكيد التشخيص عن طريق الاختبارات المعملية حيث تُظهر زيادة في هرمون الإريثروبويتن.

### أورام
يكون المرضى في شك من وجود أورام جنيب العقدة العصبية خاصة عند وجود ارتفاع في ضغط الدم لديهم وصداع وقلق دائم وفي بعض الأحيان مرض السكري. في هذه الحال يتم إجراء اختبار كيمياء حيوية للدم والبول للتأكد من عدم وجود أورام.

## العلاج
العلاج الأشهر لارتفاع عدد كرات الدم الحمراء هو بضع الوريد وبالنسبة لأورام جنيب العقدة العصبية يكون العلاج جراحيا مع أدوية خفض ضغط الدم.